# Bodo Ihrke

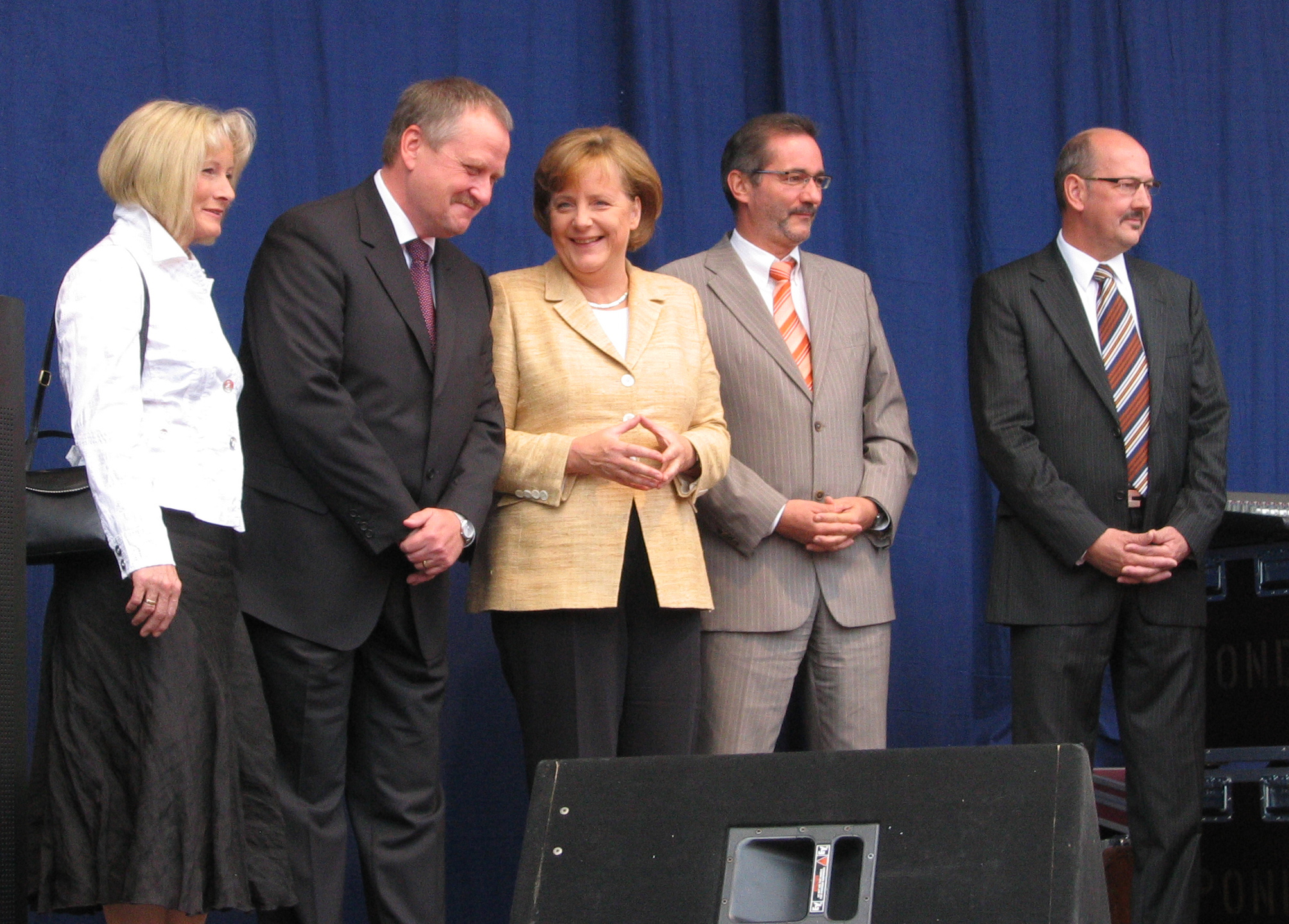
Bodo Ihrke mit Angela Merkel, Matthias Platzeck und Friedhelm Boginski 2007 in Eberswalde

Bodo Ihrke (* 26. Februar 1955 in Templin) ist ein deutscher Kommunalpolitiker (SPD).

## Werdegang
Nach dem Abitur im Jahr 1973 und dem 18-monatigen Grundwehrdienst bei der Nationalen Volksarmee studierte er von 1975 bis 1979 Elektrotechnik an der Technischen Universität Dresden und schloss als Diplomingenieur ab. Im Anschluss war er als Projektant für Elektro- sowie MSR-Anlagen im VEB Landbauprojekt Potsdam, Außenstelle Eberswalde, tätig. Ab 1985 stand er in leitender Tätigkeit beim VEB Rohrleitungsbau Finow.
Nach der politischen Wende in der DDR wurde er im Jahr 1990 Landrat des Kreises Eberswalde. Mit der Auflösung des Kreises wurde er 1993 Landrat des neu geschaffenen Landkreises Barnim. Bei der Wahl 2018 trat er nicht mehr an. Sein Nachfolger wurde Daniel Kurth.

## Trivia
Ihrke war mit der späteren Bundeskanzlerin Angela Merkel in der gleichen Schulklasse und trat auch beim ZDF-Klassentreffen mit Wim Thoelke auf.